# Schizostachyum andamanicum
Schizostachyum andamanicum är en gräsart som beskrevs av M.Kumar och Remesh. Schizostachyum andamanicum ingår i släktet Schizostachyum och familjen gräs. Inga underarter finns listade i Catalogue of Life.